# Canzoniere (Petrarca-mű)

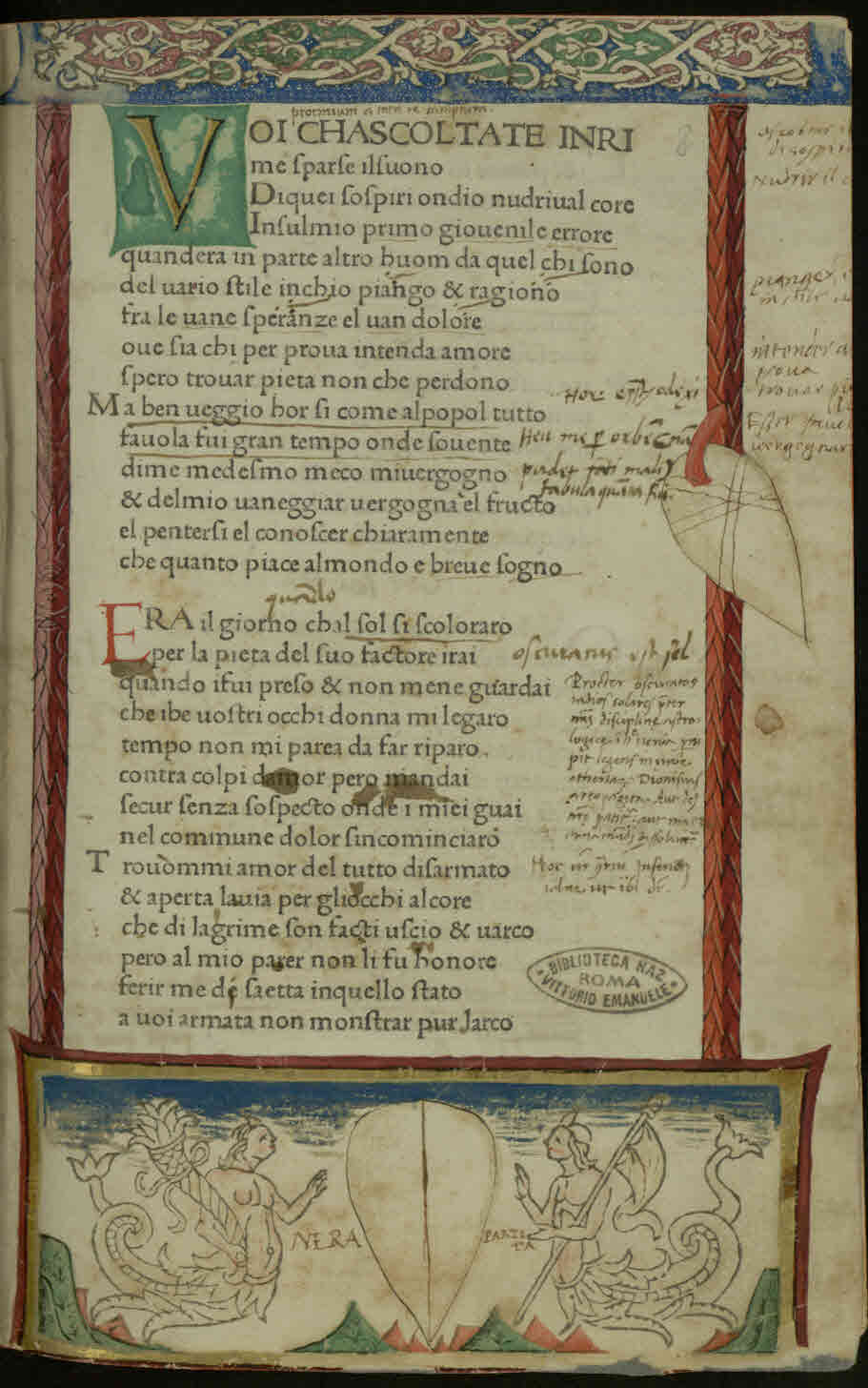
1470

A Canzoniere (Daloskönyv), eredeti címén Rerum vulgarium fragmenta („Népnyelven írt dolgok töredékei”) Francesco Petrarca humanista költő, író legismertebb és legnagyobb hatású műve, mely 366, szigorú elvek szerint elrendezett olasz nyelvű költeményből áll. A költemények több, mint negyven év alatt készültek, a legrégebbit 1327-ben, a legkésőbbit 1368-ban alkotta meg az író. Fő témája Laura iránti szerelem kifejezése, akivel állítólag 1327. április 6-án találkozott.

## Magyarul
- Petrarca összes szerelmi szonettjei; ford., jegyz. Radó Antal; Franklin, Bp., 1886 (Olcsó könyvtár)
- Francesco Petrarca daloskönyve / Rime scelte; ford. Sárközi György; Franklin, Bp., 1943 (Kétnyelvű remekművek)
- Francesco Petrarca daloskönyve; szerk., utószó, jegyz. Kardos Tibor, ford. Csorba Győző et al.; Európa, Bp., 1967